# Økapi
Økapi, a volte declinato in Økapi & Aldo Kapi's Orchestra, pseudonimo di Filippo Edgardo Paolini (Versailles, 1966), è un musicista, compositore e disc jockey italiano di origine francese, particolarmente noto per la sua attività di collagista musicale.

## Biografia

### Infanzia e giovinezza
Filippo Edgardo Paolini nacque nel 1966 in Francia, da madre spagnola e padre tunisino. Dopo aver passato l'infanzia nelle Bermuda arrivò in Italia da adolescente per trasferirsi prima nelle Marche e poi a Bologna, Milano e infine a Roma nei primi anni '90.
In questi primi anni romani Paolini raccolse molto materiale audio sui supporti più disparati dal classico vinile al flexy-disc, dalle musicassette alle bobine con qualità più alta, iniziando a miscelarle su cassetta. A Roma Paolini assunse lo pseudonimo di Økapi ed iniziò la sua attività di disc jockey influenzato dai movimenti più radicali di questa pratica come il plagiarismo, mescolandolo con la musica concreta ed elettroacustica. Nel 1992 creò la sua etichetta discografica pirata chiamata Slap-Press. La sua prima composizione venne commissionata per l'evento radiofonico Phonurgia Nova di Arles.
Fu poi di questo periodo l'attivismo nel M.a.c.o.s.

### 1997-2004: tra Metaxu e Dogon
Nel 1997 Økapi fu tra i fondatori della band Metaxu assieme a Maurizio Martusciello, con cui realizzerà un album omonimo (Plate Lunch, 2000) e poi Rumors of...War (No Type, 2003). Nel 2000 fonda i Dogon assieme a Maurizio Martusciello e Massimo Pupillo, confezionando gli album Before and After Dogon (Stereosupremo / Amanita, 2002) e Who Is Playing In The Shadow Of Whom? (Wallace Records, 2003).

### 2005-in poi: Tra Økapi ed Aldo Kapi
Nel 2005 uscì l'album Where's The Beef? (Inflatabl Labl).
Negli anni successivi Økapi elaborò la figura di un musicista di fantasia chiamato Aldo Kapi e nato nel Kyrgyzstan alla fine dell'ottocento. Con un'operazione dal sapore situazionista, Økapi costruisce una voce su Wikipedia, narrandone la biografia, i viaggi e gli incontri con personaggi reali. La voce rimase nell'enciclopedia per circa tre anni prima di essere rimossa. Nacque da questa azione l'alter-ego di Paolini che portò prima ai due album intitolati Love-Him Vol.1 Recent (1927-1952) Okapi Plays The Music Of Aldo Kapi (- Belligeranza/KML Recordings, 2009) e Love-Him Vol.2 Early (1914-1926) - Okapi Plays The Music Of Aldo Kapi (- Belligeranza/KML Recordings, 2009) e poi ai progetti a nome Økapi & Aldo Kapi's Orchestra, generalmente caratterizzati da sonorità ed attitudini più sinfoniche. Nel 2011 il festival Galaxia Medicea di Seravezza commissiona ad Økapi un lavoro che si ispiri agli scritti l’Opera Rotta di Bruno Munari e Davide Mosconi. Nacque così la performance Opera Riparata, in cui il musicista smonta e rimonta 40 opere liriche su un apparato visuale creato dal videoartista Infidel. Da questa performance nacque l'album a nome Økapi & Aldo Kapi's Orchestra intitolato Opera Riparata - Tribute to Bruno Munari e pubblicato da Offset Records ed Officina Todomodo.
L'album Pruffoli (Onglagoo Records, 2015), che originariamente doveva essere l'ideale prosecuzione del primo album ed intitolarsi Here’s The Beef!, fu invece vittima di un'incomprensione tra l'etichetta discografica e la casa di distribuzione, che ne limitò la circolazione e la campagna pubblicitaria. All'album avevano partecipato Till-Albrecht Jann e Yvonne Cornelius aka Niobe alla voce, lasciando così aperture alla forma canzone inedite per Økapi, che in questo disco mescolava fonti sonore di matrice elettronica e jazz su strutture più tipicamente lounge music
Nel 2016 fondò la band K-Mundi assieme al chitarrista Marco Ariano ed al batterista Adriano Lanzi, realizzando l'album The Little Disaster Inside Us (Off, 2016) e nello stesso anno produce l'opera audio/video Pardonne-moi Olivier! a nome Økapi & Aldo Kapi’s Orchestra, ispirata alle ricerche sui canti degli uccelli del compositore francese ed ornitologo Olivier Messiaen, coinvolgendo anche la videoartista Simone Memé ed i musicisti Geoff Leigh e Mike Cooper, chiamati ad eseguire libere improvvisazioni su un taglia e cuci "a metà tra singhiozzi post dubstep e morbidezze soul". La colonna sonora uscì su CD per l'etichetta belga Off.

## Discografia

### Solista
- 1999 – Ring ring 99 Around the world -  come Meta-Zu
- 2000 – My secret love – Sotto il sole di Roma
- 2002 – Odd dead dog
- 2002 – Ru-dicolus – Dada Swing remix
- 2003 – Nostalgia Del Buio
- 2004 – Bah! – ComfortStand
- 2005 – Zu vs Økapi
- 2005 – Pignottimi d’approsi – Superselecta: Abbuffet!
- 2005 – Where’s the beef?
- 2006 – La mia parte intollerante. Økapi (rivoltante) remix
- 2006 – Altri Massaggi
- 2006 – Massaggi – Tribute to John Peel
- 2008 – Love Him vol.1 –  Økapi plays the music of Aldo Kapi
- 2008 – Love Him vol.2 –  Økapi plays the music of Aldo Kapi
- 2008 – Party Ruiners vol. 2
- 2009 – New Adventures and Remixes of VERNON LENOIR
- 2010 – Love Him – Økapi plays the music of Aldo Kapi
- 2011 – Opera riparata (Tribute to Bruno Munari)
- 2012 – Happily reversed
- 2012 – Opera riparata (Tribute to Bruno Munari)
- 2015 – Pruffoli
- 2016 – Pardonne-moi Olivier! 16 oiseaux pour Olivier Messiaen
- 2016 – Nujanode
- 2018 – Labirinto. Verso un altro ritorno
- 2020 – RIMA GLOTTIDIS – ˈriːmə gl(ɒ)tidis
- 2020 – Otis, Vertical tales
- 2023 - Sordo

### Con Metaxu
- 1999 – MetaXu
- 2001 – 4 Dramas For The Radio  con Cane CapoVolto
- 2004 – Rumors of…WAR

### Con Dogon
- 2002 – Before and after Dogon
- 2003 – Who is playing in the shadow of whom?

### Con gli Zu
- 2005 – Zu-Økapi-Reeks
- 2007 – Observing…
- 2008 – Intermediate Spirit Receiver